# Glycinde solitaria
Glycinde solitaria är en ringmaskart som först beskrevs av Webster 1879.  Glycinde solitaria ingår i släktet Glycinde och familjen Goniadidae. Inga underarter finns listade i Catalogue of Life.